# Sevran
Sevran is een gemeente in het Franse departement Seine-Saint-Denis (regio Île-de-France). De gemeente telde 51.640 inwoners op 1 januari 2022. De plaats maakt deel uit van het arrondissement Le Raincy.

## Geografie
De oppervlakte van Sevran bedroeg op 1 januari 2022 7,28 vierkante kilometer; de bevolkingsdichtheid was toen 7.093,4 inwoners per km².
De onderstaande kaart toont de ligging van Sevran met de belangrijkste infrastructuur en aangrenzende gemeenten.

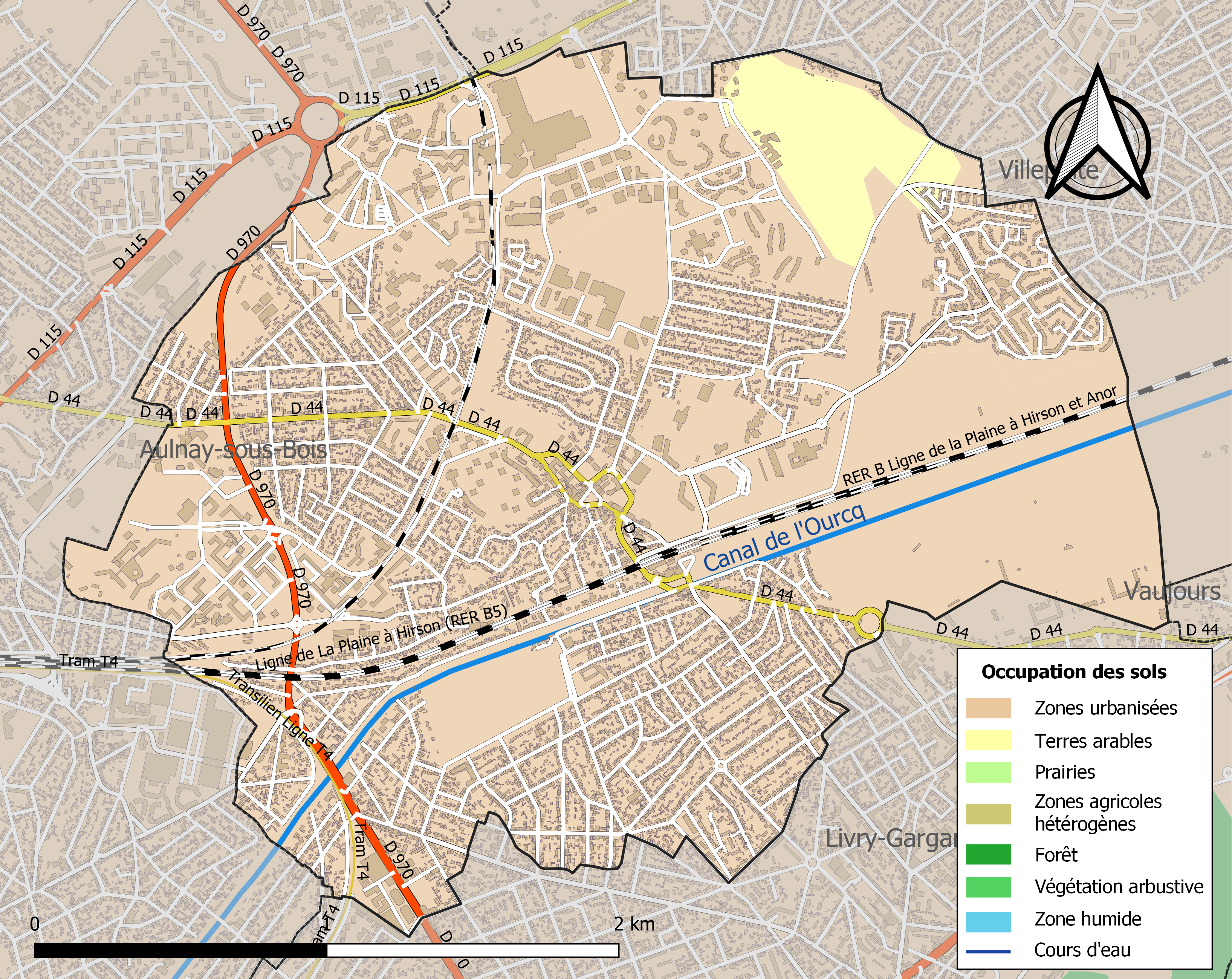

## Demografie
Onderstaande figuur toont het verloop van het inwonertal (bron: INSEE-tellingen).

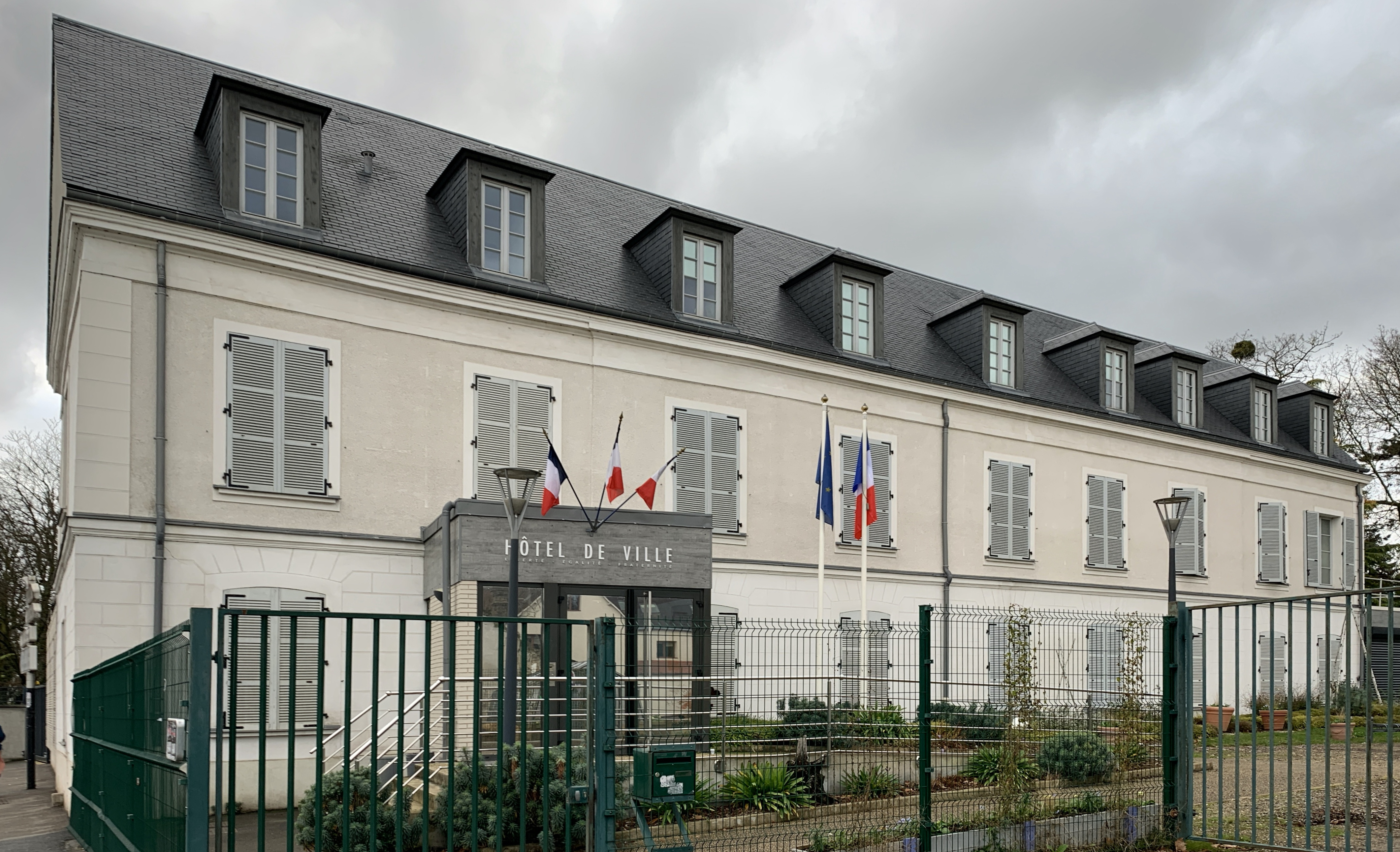
Stadhuis van Sevran

## Stedenbanden
- Oujda (Marokko)[bron?]